# 周政保影帶事件
周政保影帶事件是指2007年3月，台灣媒體TVBS一名駐地記者被指協助幫派成員拍攝嗆聲錄影帶的事件，部分電視台亦爭相播出有關片段，被質疑此舉破壞社會治安。對此各界予以譴責，甚至部份同樣播出片段的電視台，亦強烈批評TVBS，但並沒有因為播出片段而道歉。TVBS多次發表聲明向觀眾致歉，多名主管及總經理下台負責。

## 經過
2007年3月25日，TVBS中部新聞中心回報取得一錄影帶，台北採訪中心獲知其內容為幫派份子周政保亮槍，坦承犯下3起槍擊案，同時指控另一幫派份子涉嫌一起角頭命案。
3月26日週一，TVBS中部新聞中心回報，影帶來源為南投駐地記者史鎮康『取得』，台北採訪中心與特派員討論影帶處理流程，其間包括報警處理影帶，同時過濾影帶播出內容，相關新聞於晚間18：00新聞播出，播出時創下1.42的高收視率。台北採訪中心與中部特派員再度確認影帶來源，此時中部特派員表示：「影帶是南投駐地記者史鎮康『取得』。」由於涉及黑道，為保護記者安全，因此一開始說法為中部中心接到投訴影帶。
3月27日，中部新聞中心回報，影帶為南投駐地記者史鎮康拍攝。同日晚間，台北採訪中心主管再度追問中部中心「史鎮康如何取得影帶」，中部特派員回答影帶就是史鎮康『拍攝』。依照特派員說法，3月24日周政保約訪史鎮康到汽車旅館，要求史鎮康『替他拍攝』影帶；史鎮康基於新聞採訪，決定先行拍攝，並將影帶交給中部特派員；同時，史鎮康因為擔心自身安危，要求特派員不要對外透露採訪過程。而臺中地檢署在事發後數小時內就拘提了史鎮康。
3月28日，此事件引發多方強烈譴責，新聞局長鄭文燦則要求TVBS自行最嚴厲懲罰。TVBS因此作出緊急處分，解除中部特派員張裕坤、南投駐地記者史鎮康之職務，新聞部總監潘祖蔭督導不周記大過一次，執行副總監孫嘉蕊則記大過，及免兼採訪中心主任。TVBS聲明中表示，除了感到痛心，亦實難辭其咎，對於紀律未能貫徹，向觀眾致歉，當深自檢討。同日，TVBS在《2100全民開講》作自我批判，總經理李濤向觀眾鞠躬道歉。
3月29日，國家通訊傳播委員會(NCC)表示，TVBS此次情節重大，依《衛星廣播電視法》規定，一年內有重大違規超過兩次，可處以停播三天的處分。NCC副主委石世豪更請其他電子媒體對TVBS事件要「哀矜勿喜」，因為其他電視台都照樣播出同樣內容，NCC將全部依法嚴處。TVBS新聞台則全日以走馬燈播出道歉聲明，並在《2100全民開講》繼續接受來賓和Call-in民眾的批評，李濤再次道歉。同日，周政保在台中縣烏日落網。
3月30日，NCC宣佈，因TVBS為事件的「始作俑者」，處理最為不當，故罰金200萬元，並要求TVBS撤換總經理；其他同樣播出的電視台，則罰15至40萬元不等（年代電視、中天電視、東森電視、三立電視各被罰40萬元，民視被罰30萬元，台視、中視各被罰20萬元，華視被罰15萬元）。同日，TVBS再次執行懲處，新聞部主管潘祖蔭、孫嘉蕊分別被調離新聞部和請辭。
4月2日，TVBS再次發表聲明，總經理李濤向董事局三度請辭，獲得批准，職位由財務部協理林嘉欣代理，李四端將專任原行政職務，不同時播報、主持節目。TVBS表示，已向NCC提出內部調查、懲處及後續改革報告，但NCC要求TVBS撤換總經理之決定，TVBS對此保留行政訴訟權。而李濤聲明指出，事件背離專業價值、辜負社會信任，他本人痛心疾首，應承擔全部責任，故辭任總經理一職，請各界給予TVBS新聞團隊改正的機會。
7月19日傍晚，唆使周政保與史鎮康共同拍攝該影帶之台中市黑道份子郭平輝（46歲，雲林縣古坑鄉人，有傷害、《懲治盜匪條例》等前科）於柴山被捕。